# Timothy Benjamin
Timothy Benjamin, född den 2 maj 1982 i South Glamorgan, är en brittisk friidrottare som tävlar i kortdistanslöpning.
Benjamin var som junior väldigt framgångsrik på 200 meter. Han vann VM-guld för ungdomar 1999 och slutade trea vid VM för juniorer 2000. Som senior har han främst tävlat på 400 meter. 
Vid Olympiska sommarspelen 2004 blev han utslagen i semifinalen på 400 meter. Däremot var han i final vid VM 2005 då han slutade femma efter ett lopp på 44,93. Vid EM 2006 var han åter i final och slutade denna gång sexa på tiden 45,89. Vid samma mästerskap blev han silvermedaljör i stafett tillsammans med Rhys Williams, Graham Hedman och Robert Tobin. Vid Samväldesspelen 2002 ingick Benjamin i det brittiska lag som kom på silverplats.
Han deltog vid VM 2007 i Osaka men blev utslagen i semifinalen.

## Personliga rekord
- 200 meter - 20,67
- 400 meter - 44,56